# Comunidade Intermunicipal Viseu Dão Lafões

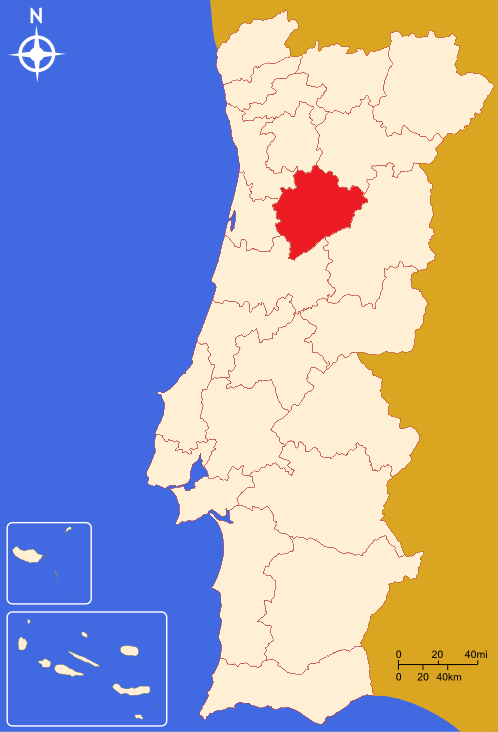
Comunidade Intermunicipal Viseu Dão Lafões

A Comunidade Intermunicipal Viseu Dão Lafões, também designada por CIM Viseu Dão Lafões, é uma comunidade intermunicipal (CIM) de Portugal. É composta por 14 municípios. A área geográfica corresponde à NUTS III de Viseu Dão-Lafões.

## Municípios
| Nome               | Área / km² | População (em 2011) |
| ------------------ | ---------- | ------------------- |
| Aguiar da Beira    | 206,8      | 5.473               |
| Carregal do Sal    | 116,9      | 9.385               |
| Castro Daire       | 379        | 15.339              |
| Mangualde          | 219,3      | 19.880              |
| Nelas              | 125,7      | 14.037              |
| Oliveira de Frades | 145,3      | 10.261              |
| Penalva do Castelo | 134,3      | 7.956               |
| Santa Comba Dão    | 111,9      | 11.597              |
| São Pedro do Sul   | 349        | 16.851              |
| Sátão              | 201,9      | 12.444              |
| Tondela            | 371,2      | 28.946              |
| Vila Nova de Paiva | 175,5      | 5.176               |
| Viseu              | 507,1      | 99.274              |
| Vouzela            | 193,7      | 10.564              |
| Total              | 3237,6     | 267.633             |

## Transportes

### “Ir e vir”
Em finais de 2021 foi lançado em seis municípios da CImVDF um sistema de transporte público coletivo a pedido que, na fase piloto, utiliza táxis — circulando em cicuitos pré-establecidos mas em horário flexível:
| - Aguiar da Beira - A1 Quinta-de-Açores / Quinta-do-Rodão ⇆ Aguiar da Beira (Segurança Social)ℹ - A2 Cavaca ⇆ Aguiar da Beira (Segurança Social)ℹ - A3 Porto de Aguiar ⇆ Aguiar da Beira (Segurança Social)ℹ - A4 Peroferreiro ⇆ Aguiar da Beira (Segurança Social)ℹ - Nelas - N1 Póvoa de Luzíanes ⇆ Centro de Saúde (Nelas)ℹ - Oliveira de Frades - O1 Espindelo ⇆ Oliveira de Frades (praça de táxis)ℹ - O2 Caselho ⇆ Vouzelaℹ - O3 Cercal ⇆ Oliveira de Frades (centro de saúde)ℹ - O4 Sernadinha ⇆ Oliveira de Frades (praça de táxis)ℹ | - Santa Comba Dão - S1 Real ⇆ Santa Comba Dão (centro de saúde)ℹ - S2 Castelejo ⇆ Santa Comba Dão (centro de saúde)ℹ - S3 Coval ⇆ Santa Comba Dão (Câmara Municipal)ℹ - Tondela - T1 Penedo ⇆ Museu Terras de Besteiros (Tondela)ℹ - T2 Souto Bom ⇆ Museu Terras de Besteiros (Tondela)ℹ - T3 Freimoninho ⇆ Museu Terras de Besteiros (Tondela)ℹ - T4 Mançores ⇆ Museu Terras de Besteiros (Tondela)ℹ - Vouzela - V1 Casal de Ausenda ⇆ Vouzela (central de camionagem)ℹ - V2 Fermil ⇆ Vouzela (central de camionagem)ℹ - V3 Espinho ⇆ Vouzela (central de camionagem)ℹ - V4 Nogueira ⇆ Oliveira de Frades (praça de táxis)ℹ |

### BORA!
É a rede de bicicletas partilhadas da CimVDL, que entrou em funcionamento em 2024, estando atualmente disponível nos 14 munícipios da Comunidade Intermunicipal, com cerca de 39 Estação e quase 250 docas.

### MobiViseuDãoLafões
É a rede de transportes públicos da CimVDL, que entrou em funcionamento a 1 de julho de 2025. Conta com pouco mais de 160 linhas e cerca de 4400 paragens distribuídas por todos os 14 munícipios da Comunidade Intermunicipal.

## Turismo
- Área termal
- Enoturismo da Rota do Dão